# Predgriže
Predgriže so naselje v Občini Idrija. V bližini se nahaja astronomski observatorij Črni Vrh.